# Chikage Katō
Chikage Katō (jap. 加藤 千蔭 Katō Chikage; ur. w 1735, zm. w 1808); znany także jako Chikage Tachibana (jap. 橘 千蔭 Tachibana Chikage) – japoński poeta, kaligraf i literaturoznawca. 

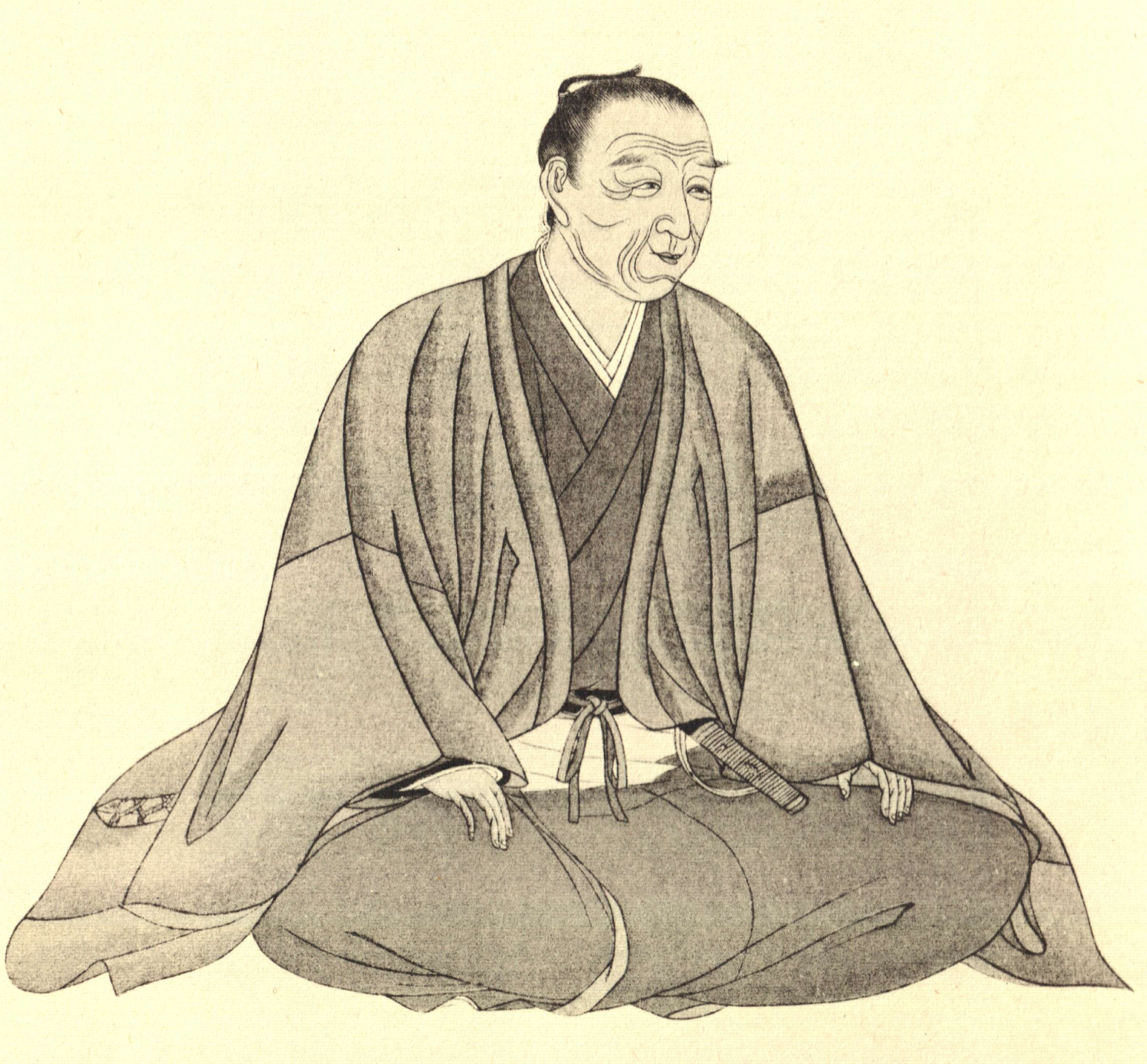
Chikage Katō

Trzeci syn poety i pisarza Eano Katō, doradcy władz miejskich w Edo. Początkowo pobierał edukację u ojca, a następnie, od dziesiątego roku życia, u poety i filologa Mabuchiego Kamo (1697–1769). Po jego śmierci w 1769 roku stał się czołową postacią w szkole klasycznej literatury japońskiej w Edo. Podobnie jak ojciec Chikage Katō był na służbie władz miejskich Edo. Z czasem doszedł do wpływowej pozycji asystenta Okitsugu Tanumy (1719–1788), wysokiej rangi radcy we władzach siogunatu Tokugawa.
Katō tworzył waka w klasycznym stylu cesarskich antologii poezji, jednak znany jest przede wszystkim z komentarzy do średniowiecznych dzieł literatury japońskiej, m.in. Man’yōshū, Genji monogatari i Ise monogatari. Stworzył także własny, charakterystyczny styl w kaligrafii kany.